# Золотий м'яч ФІФА 2015
«Золотий м'яч ФІФА»

Церемонія 12 січня 2015
Найкращий футболіст світу: 
 Ліонель Мессі
 (вп'яте)

← 2014 • Золотий м'яч • 2016 →
Золотий м'яч ФІФА 2015 — шоста церемонія нагородження найкращих футболістів та тренерів світу, що пройшла 11 січня 2016 року в Цюриху. Нагородження пройшло у 8 номінаціях: найкращий футболіст та футболістка року, найкращий тренер чоловічих та жіночих команд, найкращий гол року, нагорода президента ФІФА, нагорода Фейр-плей та символічна збірна року.

## Найкращий футболіст світу
Це було 60-те вручення нагороди в історії для «Франс Футбол» та 25-те — для ФІФА. У попередні роки французький журнал проводив опитування серед журналістів, а ФІФА — тренерів і капітанів національних збірних світу. З 2010 році ці три опитування об'єднали в одне, причому кількість журналістів уже ніхто не обмежував. В голосуванні могли брати участь представники усіх країн, що є членами ФІФА.

### Процедура голосування
В опитуванні взяли участь загалом 498 респонденти, зокрема:
- 165 тренерів національних збірних;

- 162 капітани національних збірних;

- 171 представник спортивних ЗМІ.

20 жовтня 2015 року Міжнародна федерація футболу ФІФА опублікувала список претендентів з 23 гравців на звання найкращого футболіста року. Після чого проводилося традиційне голосування, Кожен із членів журі обирав трьох футболістів, які, на його думку, є найкращими гравцями світу. За перше місце нараховували 5 очок, за друге — три, за третє — одне очко. Усі набрані очки розподілялися пропорційно між тренерами, капітанами та журналістами (по 33,33 %).
Представники від України голосували наступним чином:
- Михайло Фоменко (головний тренер збірної України): 1 — Ліонель Мессі, 2 — Кріштіану Роналду, 3 — Луїс Суарес;

- Анатолій Тимощук (капітан збірної України): 1 — Ліонель Мессі, 2 — Кріштіану Роналду, 3 — Томас Мюллер;

- Ігор Лінник (представник преси від України): 1 — Неймар; 2 — Кріштіану Роналду; 3 — Роберт Левандовський.

### Підсумки голосування
За результатами голосування ФІФА 30 листопада 2015 року попередньо оголосила список трьох претендентів, які набрали найбільше голосів. До списку увійшли — португалець Кріштіану Роналду, аргентинець Ліонель Мессі та представник Бразилії Неймар.
На церемонії нагородження 11 січня 2016 року було оголошено переможця. Набравши 41,33 % очок володарем «Золотого м'яча» вп'яте став Ліонель Мессі.
Це п'ятий із восьми «Золотих м'ячів» отриманих за кар'єру Ліонелем Мессі.
| Місце | Футболіст            | Клуб                      | Країна      | Всього голосів (%) | Голоси тренерів | Голоси тренерів | Голоси тренерів | Голоси тренерів | Голоси тренерів | Голоси капітанів | Голоси капітанів | Голоси капітанів | Голоси капітанів | Голоси капітанів | Голоси преси | Голоси преси | Голоси преси | Голоси преси | Голоси преси |
| Місце | Футболіст            | Клуб                      | Країна      | Всього голосів (%) | 1               | 2               | 3               | Очки            | %               | 1                | 2                | 3                | Очки             | %                | 1            | 2            | 3            | Очки         | %            |
| ----- | -------------------- | ------------------------- | ----------- | ------------------ | --------------- | --------------- | --------------- | --------------- | --------------- | ---------------- | ---------------- | ---------------- | ---------------- | ---------------- | ------------ | ------------ | ------------ | ------------ | ------------ |
| 1     | Ліонель Мессі        | Барселона                 | Аргентина   | 41,33 %            | 92              | 29              | 11              | 558             | 12,53 %         | 90               | 31               | 10               | 553              | 12,64 %          | 137          | 18           | 7            | 746          | 16,16 %      |
| 2     | Кріштіану Роналду    | Реал Мадрид               | Португалія  | 27,76 %            | 38              | 68              | 17              | 411             | 9,23 %          | 39               | 66               | 17               | 410              | 9,37 %           | 23           | 95           | 23           | 423          | 9,16 %       |
| 3     | Неймар               | Барселона                 | Бразилія    | 7,86 %             | 6               | 17              | 29              | 110             | 2,47 %          | 6                | 11               | 40               | 103              | 2,35 %           | 3            | 24           | 53           | 140          | 3,03 %       |
|       |                      |                           |             |                    |                 |                 |                 |                 |                 |                  |                  |                  |                  |                  |              |              |              |              |              |
| 4     | Роберт Левандовський | Баварія                   | Польща      | 4,17 %             | 5               | 9               | 10              | 62              | 1,39 %          | 7                | 5                | 10               | 60               | 1,37 %           | 2            | 10           | 25           | 65           | 1,41 %       |
| 5     | Луїс Суарес          | Барселона                 | Уругвай     | 3,38 %             | 2               | 5               | 12              | 37              | 0,83 %          | 2                | 8                | 15               | 49               | 1,12 %           | 3            | 10           | 21           | 66           | 1,43 %       |
| 6     | Томас Мюллер         | Баварія                   | Німеччина   | 2,21 %             | 2               | 6               | 22              | 50              | 1,12 %          | 1                | 7                | 11               | 37               | 0,85 %           | -            | 2            | 5            | 11           | 0,24 %       |
| 7     | Мануель Ноєр         | Баварія                   | Німеччина   | 1,97 %             | 4               | 6               | 5               | 43              | 0,97 %          | 4                | 5                | 7                | 42               | 0,96 %           | -            | -            | 2            | 2            | 0,04 %       |
| 8     | Еден Азар            | Челсі                     | Бельгія     | 1,33 %             | -               | 3               | 9               | 18              | 0,40 %          | 1                | 6                | 5                | 28               | 0,64 %           | -            | 3            | 4            | 13           | 0,28 %       |
| 9     | Андрес Іньєста       | Барселона                 | Іспанія     | 1,24 %             | 3               | 3               | 5               | 29              | 0,65 %          | 3                | 1                | 5                | 23               | 0,53 %           | -            | -            | 3            | 3            | 0,06 %       |
| 10    | Алексіс Санчес       | Арсенал                   | Чилі        | 1,18 %             | 2               | 3               | 3               | 22              | 0,49 %          | -                | 3                | 3                | 12               | 0,27 %           | -            | 4            | 7            | 19           | 0,41 %       |
|       |                      |                           |             |                    |                 |                 |                 |                 |                 |                  |                  |                  |                  |                  |              |              |              |              |              |
| 11    | Златан Ібрагімович   | Парі Сен-Жермен           | Швеція      | 1,13 %             | 1               | 3               | 3               | 17              | 0,38 %          | 2                | 4                | 5                | 27               | 0,62 %           | -            | 1            | 3            | 6            | 0,13 %       |
| 12    | Яя Туре              | Манчестер Сіті            | Кот-д'Івуар | 0,89 %             | 2               | 1               | 6               | 19              | 0,43 %          | 1                | -                | 5                | 10               | 0,23 %           | 2            | -            | 1            | 11           | 0,24 %       |
| 13    | Серхіо Агуеро        | Манчестер Сіті            | Аргентина   | 0,86 %             | 1               | 2               | 5               | 16              | 0,36 %          | -                | 4                | 6                | 18               | 0,41 %           | -            | 1            | 1            | 4            | 0,09 %       |
| 14    | Хав'єр Маскерано     | Барселона                 | Аргентина   | 0,79 %             | 1               | 1               | 1               | 9               | 0,20 %          | 3                | 1                | 1                | 19               | 0,43 %           | 1            | -            | 2            | 7            | 0,15 %       |
| 15    | Поль Погба           | Ювентус                   | Франція     | 0,72 %             | -               | -               | 7               | 7               | 0,16 %          | 1                | 2                | 3                | 14               | 0,32 %           | -            | 2            | 5            | 11           | 0,24 %       |
| 16    | Гарет Бейл           | Реал Мадрид               | Уельс       | 0,65 %             | 3               | 1               | 2               | 20              | 0,45 %          | 1                | -                | 3                | 8                | 0,18 %           | -            | -            | 1            | 1            | 0,02 %       |
| 17    | Артуро Відаль        | Ювентус Баварія           | Чилі        | 0,58 %             | -               | 2               | 3               | 9               | 0,20 %          | -                | 2                | 3                | 9                | 0,21 %           | -            | 1            | 5            | 8            | 0,17 %       |
| 18    | Кевін Де Брейне      | Вольфсбург Манчестер Сіті | Бельгія     | 0,47 %             | 2               | 1               | 2               | 15              | 0,34 %          | -                | 1                | 3                | 6                | 0,14 %           | -            | -            | -            | -            | -            |
| 19    | Хамес Родрігес       | Реал Мадрид               | Колумбія    | 0,45 %             | -               | 2               | 3               | 9               | 0,20 %          | -                | 2                | 3                | 9                | 0,21 %           | -            | -            | 2            | 2            | 0,04 %       |
| 20    | Карім Бензема        | Реал Мадрид               | Франція     | 0,40 %             | -               | 2               | -               | 6               | 0,13 %          | 1                | 2                | 1                | 12               | 0,27 %           | -            | -            | -            | -            | -            |
| 21    | Тоні Кроос           | Баварія                   | Німеччина   | 0,29310 %          | -               | 1               | 4               | 7               | 0,16 %          | -                | 1                | 2                | 5                | 0,11 %           | -            | -            | 1            | 1            | 0,02 %       |
| 22    | Ар'єн Роббен         | Баварія                   | Нідерланди  | 0,29305 %          | 1               | -               | 5               | 10              | 0,22 %          | -                | -                | 3                | 3                | 0,07 %           | -            | -            | -            | -            | -            |
| 23    | Іван Ракитич         | Барселона                 | Хорватія    | 0,05 %             | -               | -               | 1               | 1               | 0,02 %          | -                | -                | 1                | 1                | 0,02 %           | -            | -            | -            | -            | -            |

### Цікаві факти
- Розподіл по амплуа серед 23 футболістів згаданих в анкетах наступний: 1 воротар, 1 захисник, 11 півзахисників та 10 нападників.
- З 23 гравців згаданих в анкетах 14 представляли Європу, 8 — Південну Америку, 1 — Африку.
- Ліонель Мессі став першим п'ятиразовим володарем нагороди «Золотий м'яч». По три нагороди мали Йоган Кройф, Мішель Платіні, Марко ван Бастен та Кріштіану Роналду.
- Ліонель Мессі здобув свій п'ятий трофей через 6 років після першої перемоги. Аргентинський футболіст повторив досягнення португальця Кріштіану Роналду, у якого між першою та останньою нагородою також був проміжок у 6 років (2008—2014).
- Ліонель Мессі дев'ятий рік поспіль потрапив у трійку найкращих за підсумками опитувань, що було рекордом за кількістю поспіль подіумів. Аргентинець також залишався лідером за кількістю призових місць (9) за історію «Золотого м'яча», у Кріштіану Роналду було 8 подіумів (з них — 5 поспіль), у їхніх найближчих переслідувачів Мішеля Платіні та Франца Бекенбауера — по 5.
- Неймар став шостим бразильським футболістом, який потрапив у трійку найкращих за підсумками опитувань.
- Ліонель Мессі завоював п'ятий трофей для Аргентини. Лідерами за кількістю трофеїв залишалися Німеччина та Нідерланди — по 7, у Франції було 6 нагород, Італії, Англії, Бразилії, Португалії та Аргентини — по 5, в Іспанії та СРСР — було по 3 нагороди.
- 23 згаданих в анкетах футболістів представляли 16 країн, зокрема: Аргентину та Німеччину — по 3, Бельгію, Францію та Чилі — по 2, Бразилію, Іспанію, Португалію, Кот-д'Івуар, Швецію, Уельс, Нідерланди, Польщу, Уругвай, Хорватію та Колумбію — по 1 гравцю.
- 30 років поспіль в заліку опитувань відсутні представники Угорщини, які до того були постійними учасниками опитувань. Також протягом 28 років поспіль відсутні представники Шотландії, 21 — Австрії, 19 — Швейцарії, 14 — Данії.
- Вперше з 1998 року в залік опитування потрапив представник Хорватії.
- Втретє поспіль, а також вчетверте за останні 6 років були відсутні англійські футболісти.
- Вдруге поспіль, а також вп'яте за останні 7 років були відсутні італійські футболісти.
- Усього за 60 років вручення нагороди найчастіше згадувалися в анкетах хоча б одного разу футболісти Німеччини — у 56 опитуваннях, футболісти Франції згадувалися у 54 опитуваннях, Італії та Іспанії — у 53, Англії — у 51, Нідерландів — у 43, Португалії — у 42, Швеції — у 38, Югославії — у 30, СРСР — у 29, Бельгії — у 27, Данії — у 24, Шотландії та Болгарії — у 23, Уельсу — у 22, Бразилії — у 21, Угорщини — у 20 опитуваннях.
- Німецькі футболісти найчастіше потрапляли в загальний залік опитувань — 197 разів, італійські — 173, англійські — 140, французькі — 130, іспанські — 124, нідерландські — 100, португальські — 68, радянські — 66, бразильські — 62, шведські — 54, угорські — 50, югославські — 46, данські — 44, бельгійські — 41 раз.
- Удев'ятнадцяте лауреатом трофею став представник іспанської першості. Іспанський чемпіонат вийшов в лідери за цим показником, у італійської першості — було 18 трофеїв, у німецької першості — 9, англійської — 6 трофеїв.
- Водинадцяте лауреатом опитування став футболіст «Барселони». До Ліонеля Мессі (п'ять разів), це також вдавалося Луїсу Суаресу (1960), Йогану Кройфу (1973, 1974), Христо Стоїчкову (1994), Рівалдо (1999) та Роналдінью (2005).
- «Барселона» зміцнила лідерство за кількістю «Золотих м'ячів» — 11 трофеїв, у «Мілана», «Ювентуса» та мадридського «Реала» було по 8 трофеїв, 5 — у «Баварії», 4 — у «Манчестер Юнайтед».
- Всього в анкетах були згадані гравці з 8 клубів, зокрема: «Барселони» та «Баварії» — по 6, мадридського «Реала» — 4, «Манчестер Сіті» — 3, «Парі Сен-Жермен», «Ювентуса», «Арсенала» та «Челсі» — по 1 футболісту.
- Вдруге поспіль у загальному заліку опитування представлені лише 8 клубів, цей показник є найменшим за історію вручення нагороди. Окрім останніх двох років, таку ж кількість клубів було зафіксовано також у 2010 році.
- Всього за 60 років проведення опитувань в анкетах загалом були згадані 701 футболіст зі 195 клубів. Футболісти «Ювентуса» та мадридського «Реала» були згадані хоча б одного разу у 48 опитуваннях, «Барселони» — у 46, «Манчестер Юнайтед» та «Баварії» — у 42, «Інтернаціонале» — у 39, «Мілана» — у 38, «Ліверпуля» — у 25, «Аякса» та «Арсенала» — у 21, «Фіорентіни» та «Тоттенгем Готспур» — у 19, «Кельна» — у 17, «Олімпік» (Марсель) — у 16, «Роми», «Челсі», «Црвени Звезди» та «Бенфіки» — у 15, празької «Дукли», «Гамбурга» та київського «Динамо» — у 14 опитуваннях.
- Лідером за кількістю футболістів, які фігурували за історію опитувань тижневика «Франс Футбол» була «Барселона» — 48 гравців, мадридський «Реал» представляли 47 гравців, «Ювентус» — 42, «Манчестер Юнайтед» — 37, «Мілан»  — 35, «Баварію» — 30, «Інтернаціонале» — 29, «Ліверпуль» — 22, «Аякс» — 21, «Арсенал» — 18, «Челсі» — 16, «Лаціо» — 14, «Кельн» та марсельський «Олімпік» — по 13, київське «Динамо» — 12, «Бенфіку» — 11 футболістів.
- Вперше в анкетах респондентів були згадані 4 футболісти, зокрема: Алексіс Санчес, Артуро Відаль, Кевін Де Брейне та Іван Ракитич.
- 4 гравці — це повторення найменшої кількості дебютантів опитування в історії вручення нагороди. Раніше таку ж кількість нових гравців було зафіксовано у 2012 році.
- Загалом згадані в анкетах гравці (всього 701) за історію проведення опитувань були представниками 53 країн. Лідерами за кількістю таких футболістів були Німеччина — 65, Італія — 59 та Англія — 55 гравців. У десятку лідерів також входили Франція — 52, Іспанія — 51, Нідерланди — 38, СРСР — 29, Югославія (Сербія та Чорногорія) — 25, Португалія та Бразилія — по 24 гравці.
- Кріштіану Роналду вдванадцяте потрапив у заліки опитувань, наздогнавши за цим показником багаторічних лідерів Франца Бекенбауера та Йоган Кройфа. У Еусебіу, Мішеля Платіні, Зінедіна Зідана та Паоло Мальдіні було по 11 потраплянь, Ліонель Мессі та Златан Ібрагімович наздогнали Льва Яшина, Джанні Рівери, Герда Мюллера та Мікаеля Лаудрупа — в усіх 10, у Боббі Чарлтона, Сандро Маццоли та Тьєррі Анрі — було по 9 потраплянь у заліки опитувань.
- Ліонель Мессі вдев'яте потрапив у п'ятірку найкращих за підсумками опитувань, Кріштіану Роналду — увосьме. Лідером за кількістю потраплянь у чільну п'ятірку залишався Франц Бекенбауер — 10 разів, далі розташовувався Ліонель Мессі — 9, Мішель Платіні та Кріштіану Роналду — по 8, Йоган Кройф — 7, Еусебіу та Зінедін Зідан — по 6, а також Карл-Гайнц Румменігге, Луїс Суарес, Андрій Шевченко, Тьєррі Анрі та Хаві Ернандес — по 5 разів.
- Франц Бекенбауер також залишався лідером за кількістю потраплянь у 10-ку найкращих — 11 разів, за ним розташовувалися Ліонель Мессі, Кріштіану Роналду, Мішель Платіні та Йоган Кройф — по 9, Еусебіу, Джанні Рівера та Герд Мюллер — по 8, Боббі Чарлтон, Карл-Гайнц Румменігге, Зінедін Зідан та Тьєррі Анрі — по 7 разів.

## Найкращий тренер світу
30 листопада 2015 року ФІФА визначила шорт-лист найкращих тренерів року, до якого ввійшли аргентинець Хорхе Сампаолі, а також іспанці Луїс Енріке та Жузеп Гвардіола. Найкращим тренером світу 2015 року став наставник «Барселони» Луїс Енріке.

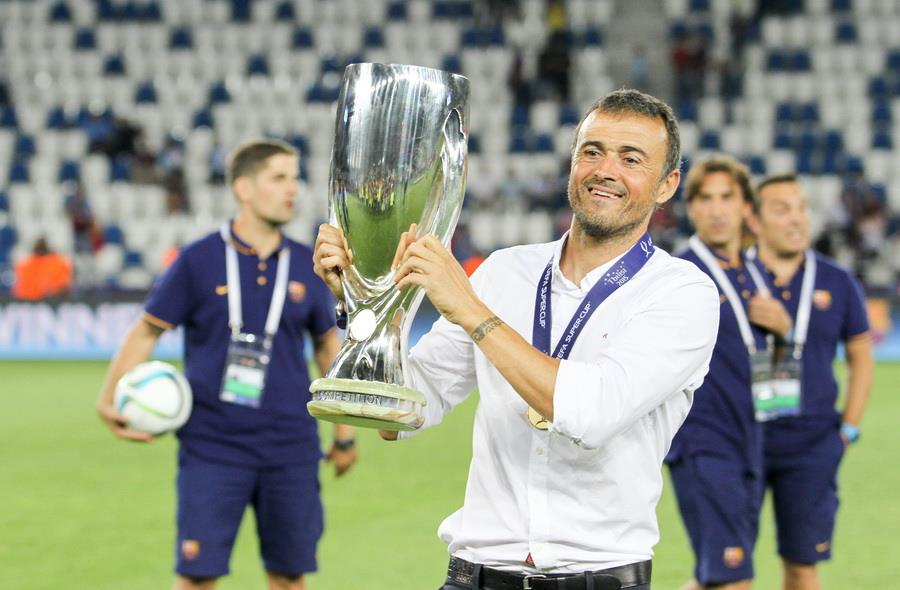
Луїс Енріке — найкращий тренер світу 2015 року

| Місце | Тренер               | Країна     | Клуб            | Всього голосів (%) | Голоси тренерів | Голоси капітанів | Голоси преси |
| ----- | -------------------- | ---------- | --------------- | ------------------ | --------------- | ---------------- | ------------ |
| 1     | Луїс Енріке          | Іспанія    | Барселона       | 31,08              |                 |                  |              |
| 2     | Пеп Гвардіола        | Іспанія    | Баварія         | 22,97              |                 |                  |              |
| 3     | Хорхе Сампаолі       | Аргентина  | зб. Чилі        | 9,46               |                 |                  |              |
| 4     | Массіміліано Аллегрі | Італія     | Ювентус         | 9,04               |                 |                  |              |
| 5     | Дієго Сімеоне        | Аргентина  | Атлетіко        | 7,62               |                 |                  |              |
| 6     | Жозе Моурінью        | Португалія | Челсі           | 6,01               |                 |                  |              |
| 7     | Карло Анчелотті      | Італія     | Реал Мадрид     | 5,54               |                 |                  |              |
| 8     | Унаї Емері           | Іспанія    | Севілья         | 3,30               |                 |                  |              |
| 9     | Арсен Венгер         | Франція    | Арсенал         | 3,01               |                 |                  |              |
| 10    | Лоран Блан           | Франція    | Парі Сен-Жермен | 1,96               |                 |                  |              |

## Найкраща футболістка світу
У трійку претенденток за звання найкращої футболістки року ввійшли: Карлі Ллойд (США), Міяма Ая (Японія), Селія Сашіч (Німеччина). Футболісткою року стала американка Карлі Ллойд.

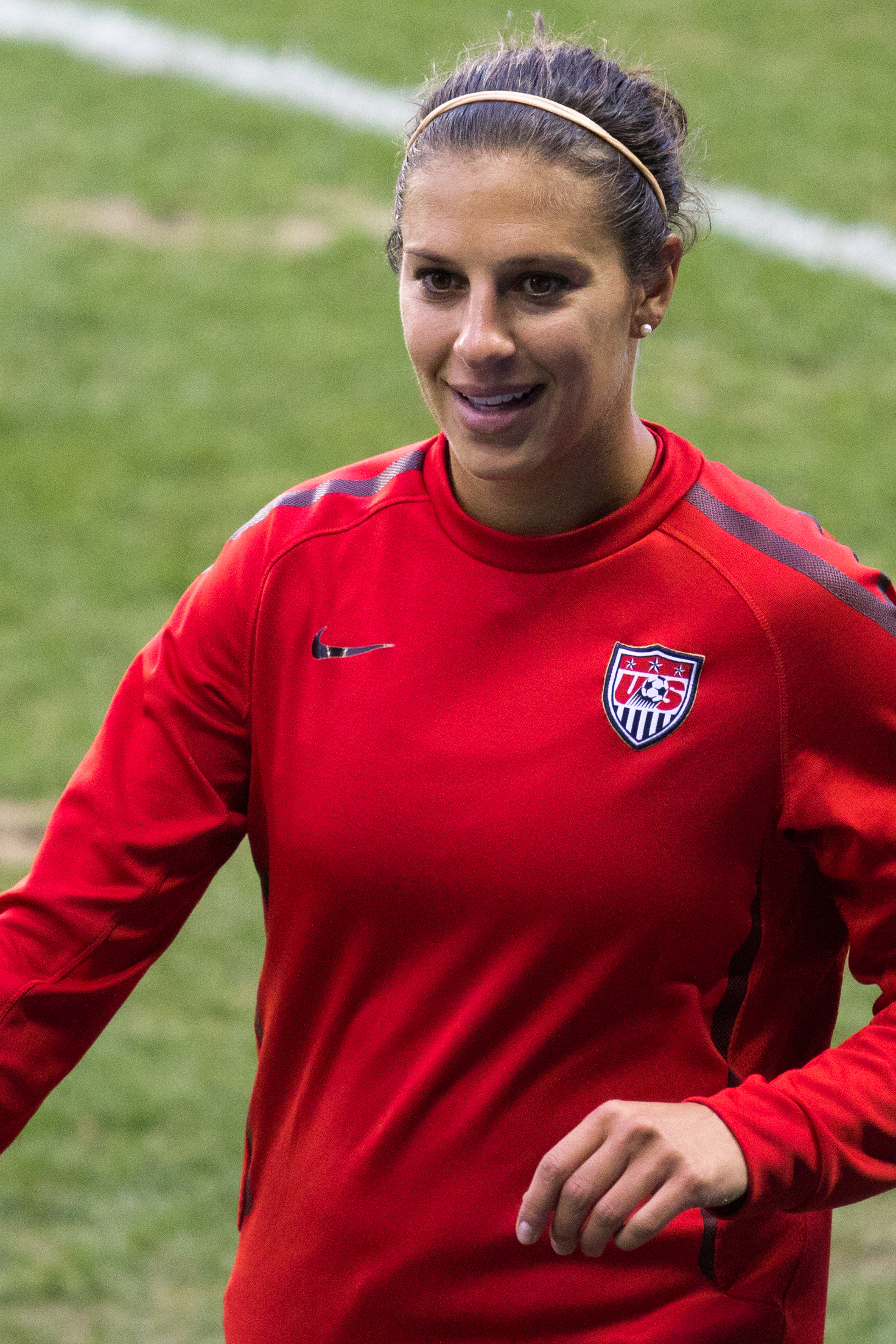
Карлі Ллойд — найкраща футболістка світу 2015 року

| Місце | Футболістка      | Країна    | Клуб                          | Всього голосів (%) | Голоси тренерів | Голоси капітанів | Голоси преси |
| ----- | ---------------- | --------- | ----------------------------- | ------------------ | --------------- | ---------------- | ------------ |
| 1     | Карлі Ллойд      | США       | Хьюстон Даш                   | 35,28              |                 |                  |              |
| 2     | Селія Шашич      | Німеччина | Франкфурт                     | 12,60              |                 |                  |              |
| 3     | Міяма Ая         | Японія    | Окаяма Оного Белле            | 9,88               |                 |                  |              |
| 4     | Гоуп Соло        | США       | Сієтл Рейн                    | 9,84               |                 |                  |              |
| 5     | Надін Ангерер    | Німеччина | Брисбен Роар / Портленд Торнс | 8,14               |                 |                  |              |
| 6     | Меган Рапіноу    | США       | Сієтл Рейн                    | 7,23               |                 |                  |              |
| 7     | Амандан Анрі     | Франція   | Олімпік (Ліон)                | 6,58               |                 |                  |              |
| 8     | Ежені Ле Соммер  | Франція   | Олімпік (Ліон)                | 4,32               |                 |                  |              |
| 9     | Рамона Бахман    | Швейцарія | Русенгорд                     | 3,74               |                 |                  |              |
| 10    | Кадейша Бьюкенен | Канада    | Вест Вірджинія Маунтеніс      | 2,40               |                 |                  |              |

## Найкращий жіночий тренер світу
Звання найкращого тренера року серед жіночих команд виборювали валієць Марк Семпсон, японець Норіо Сасакі та Джилл Елліс (США). Переможницею в цій номінації стала головний тренер чемпіонок світу (зб. США) Джилл Елліс.

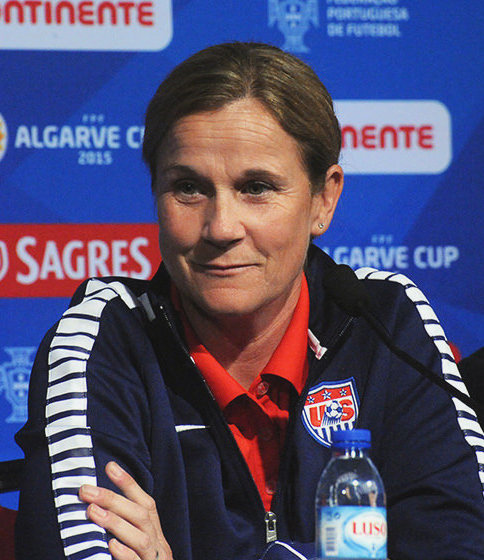
Джилл Елліс — найкращий тренер жіночих команд 2015 року

| Місце | Тренер          | Країна    | Клуб/Збірна          | Всього голосів (%) | Голоси тренерів | Голоси капітанів | Голоси преси |
| ----- | --------------- | --------- | -------------------- | ------------------ | --------------- | ---------------- | ------------ |
| 1     | Джилл Елліс     | США       | США                  | 42,98              |                 |                  |              |
| 2     | Норіо Сасакі    | Японія    | Японія               | 17,79              |                 |                  |              |
| 3     | Марк Семпсон    | Уельс     | Англія               | 10,68              |                 |                  |              |
| 4     | Thomas Wörle    | Німеччина | Баварія              | 7,01               |                 |                  |              |
| 5     | Колін Белл      | Англія    | Франкфурт            | 5,96               |                 |                  |              |
| 6     | Лаура Харві     | Англія    | Сієтл Рейн           | 3,53               |                 |                  |              |
| 7     | Фарід Бенстіті  | Франція   | Парі Сен-Жермен      | 3,39               |                 |                  |              |
| 8     | Калле Барлін    | Швеція    | Швеція (до 19 років) | 3,36               |                 |                  |              |
| 9     | Джон Хердман    | Англія    | Канада               | 3,11               |                 |                  |              |
| 10    | Gérard Prêcheur | Франція   | Олімпік (Ліон)       | 2,19               |                 |                  |              |

## Символічна збірна світу ФІФА
| Футболіст         | Країна     | Клуб        |
| ----------------- | ---------- | ----------- |
| Мануель Ноєр      | Німеччина  | Баварія     |
| Серхіо Рамос      | Іспанія    | Реал Мадрид |
| Марсело           | Бразилія   | Реал Мадрид |
| Тіагу Сілва       | Бразилія   | ПСЖ         |
| Даніел Алвес      | Бразилія   | Барселона   |
| Андрес Іньєста    | Іспанія    | Барселона   |
| Лука Модрич       | Хорватія   | Реал Мадрид |
| Поль Погба        | Франція    | Ювентус     |
| Неймар            | Бразилія   | Барселона   |
| Ліонель Мессі     | Аргентина  | Барселона   |
| Кріштіану Роналду | Португалія | Реал Мадрид |

## Найкращий гол року (Премія Пушкаша)
На нагороду за найкращий гол року претендували Алессандро Флоренці, Уенделл Ліра, а також Ліонель Мессі. За підсумками голосування премію Ференца Пушкаша отримав Уенделл Ліра.
| Місце | Гравець             | Країна    | Клуб / збірна | Суперник           | Рахунок | Турнір                            | % голосів |
| ----- | ------------------- | --------- | ------------- | ------------------ | ------- | --------------------------------- | --------- |
| 1     | Уенделл Ліра        | Бразилія  | Гоянезія      | Атлетіку Гоянієнсі | 2-1     | Чемпіонат штату Гояс              | 46,7 %    |
| 2     | Ліонель Мессі       | Аргентина | Барселона     | Атлетік (Більбао)  | 3-1     | Кубок Іспанії з футболу 2014—2015 | 33,3 %    |
| 3     | Алессандро Флоренці | Італія    | Рома          | Барселона          | 1-1     | Ліга чемпіонів УЄФА 2015—2016     | 7,1 %     |

## Премія президента ФІФА
Це почесна нагорода, яку присуджує ФІФА з 2001 року для тих осіб чи організацій, які роблять значний внесок в футбол.